# センカン駅
センカン駅（NE16/STC: Sengkang MRT/LRT Station）は、シンガポールにある、MRT北東線、LRTセンカン線の二路線が乗り入れるインターチェンジの駅。

## 駅構造
島式 1面2線(MRT北東線)
島式 1面2線(LRTセンカン線)

## 歴史
- 2003年1月20日にLRTセンカン線の駅として開業
- 2003年6月20日にMRT北東線用のホーム開業